# Dorchester (Illinois)
Dorchester es una villa ubicada en el condado de Macoupin en el estado estadounidense de Illinois. En el Censo de 2010 tenía una población de 151 habitantes y una densidad poblacional de 81,09 personas por km².

## Geografía
Dorchester se encuentra ubicada en las coordenadas 39°5′9″N 89°53′16″O / 39.08583, -89.88778. Según la Oficina del Censo de los Estados Unidos, Dorchester tiene una superficie total de 1,86 km², de la cual 1,86 km² corresponden a tierra firme y (0%) 0 km² es agua.

## Demografía
Según el censo de 2010, había 151 personas residiendo en Dorchester. La densidad de población era de 81,09 hab./km². De los 151 habitantes, Dorchester estaba compuesto por el 97,35% blancos, el 0% eran afroamericanos, el 0% eran amerindios, el 0% eran asiáticos, el 0% eran isleños del Pacífico, el 0% eran de otras razas y el 2,65% pertenecían a dos o más razas. Del total de la población el 0% eran hispanos o latinos de cualquier raza.